# Katy Hudson (альбом)
Katy Hudson (укр. Кеті Хадсон) — дебютний студійний альбом американської співачки Кеті Хадсон, який вона випустила в жовтні 2001 року на лейблі Red Hill Records — ще під своїм справжнім ім'ям, до того, як взяла псевдонім Кеті Перрі. Через низький рівень продажу платівка не змогла дебютувати в Billboard 200. Альбом належить до жанру Christian pop але, як відзначали критики, він досить різноманітний, часом різкий у звучанні й відзначений впливом Аланіс Моріссетт. Кеті Хадсон (Перрі) — автор чотирьох треків альбому і співавтор — інших шести. З пластинки вийшло два сингли: «Trust In Me» і «Search Me». Альбом не мав успіху і продався тиражем 200 копій.

## Відгуки музичних критиків
«Katy Hudson» отримав, в цілому, позитивні відгуки від критиків. Критик Allmusic Стівен Томас Ерльвін поставив 3 зірки з 5, заявивши, що «Хадсон намагається віддати важкий обов'язок Аланіс Моррісетт». Також Ерльвін повідомив, що деякі тексти пісень з Katy Hudson можуть мати сексуальну інтерпретацію, але при цьому відніс їх до «найцікавіших речей пластинки». Він описав звучання альбому, як «подобу агресивного». Автор видання Christian Today Руесс Бреймайер залишив позитивний відгук про Katy Hudson, зазначивши стиль написання пісень за «глибоку і добру емоційну енергію» в музиці Хадсон. Крім того, він вважав, що Хадсон «молодий талант» і очікує почути більшого матеріалу в наступному році. Тоні Каммінгс з Cross Rhythms також написав позитивну рецензію, назвавши Перрі «талановитою вокалісткою» і порекомендував альбом читачам видання. Billboard залишився задоволений роботою Хадсон, зазначив її талант і класифікував альбом як «багатогранна і вражаюча колекція сучасного року»

## Список композицій
| #   | Назва                       | Автор                              | Продюсер(и)    | Тривалість |
| --- | --------------------------- | ---------------------------------- | -------------- | ---------- |
| 1.  | «Trust in Me»               | Katy Hudson, Mark Dickson          | Otto Price     | 4:46       |
| 2.  | «Piercing»                  | Hudson, Tommy Collier, Brian White | Collier        | 4:06       |
| 3.  | «Search Me»                 | Hudson, Scott Faircloff            | Collier        | 5:00       |
| 4.  | «Last Call»                 | Hudson                             | David Browning | 3:07       |
| 5.  | «Growing Pains»             | Hudson, Dickson                    | Browning       | 4:05       |
| 6.  | «My Own Monster»            | Hudson                             | Browning       | 5:25       |
| 7.  | «Spit»                      | Hudson                             | Price          | 5:10       |
| 8.  | «Faith Won't Fail»          | Hudson, Dickson                    | Price          | 5:14       |
| 9.  | «Naturally»                 | Hudson, Faircloff                  | Browning       | 4:33       |
| 10. | «When There's Nothing Left» | Hudson                             | Browning       | 6:45       |